# Таго-Віста (Каліфорнія)
Таго-Віста (англ. Tahoe Vista) — переписна місцевість (CDP) в США, в окрузі Пласер штату Каліфорнія. Населення — 1392 особи (2020).

## Географія
Таго-Віста розташоване за координатами 39°14′54″ пн. ш. 120°3′13″ зх. д. / 39.24833° пн. ш. 120.05361° зх. д. (39.248309, -120.053498).  За даними Бюро перепису населення США в 2010 році переписна місцевість мала площу 7,03 км², уся площа — суходіл.

## Демографія
Згідно з переписом 2010 року, у переписній місцевості мешкали 1433 особи в 628 домогосподарствах у складі 348 родин. Густота населення становила 204 особи/км².  Було 1446 помешкань (206/км²).
Расовий склад населення:
| - 89,3 % — білих - 1,5 % — азіатів - 0,6 % — корінних американців - 0,2 % — чорних або афроамериканців - 0,1 % — вихідців з тихоокеанських островів - 5,7 % — осіб інших рас |

До двох чи більше рас належало 2,7 %. Частка іспаномовних становила 24,6 % від усіх жителів.
За віковим діапазоном населення розподілялося таким чином: 18,3 % — особи молодші 18 років, 72,1 % — особи у віці 18—64 років, 9,6 % — особи у віці 65 років та старші. Медіана віку мешканця становила 40,4 року. На 100 осіб жіночої статі у переписній місцевості припадало 113,6 чоловіків;  на 100 жінок у віці від 18 років та старших — 115,3 чоловіків також старших 18 років.
Середній дохід на одне домашнє господарство  становив 65 262 долари США (медіана — 47 833), а середній дохід на одну сім'ю — 72 288 доларів (медіана — 55 750). Медіана доходів становила 39 500 доларів для чоловіків та 25 775 доларів для жінок. За межею бідності перебувало 14,4 % осіб, у тому числі 22,8 % дітей у віці до 18 років та 10,9 % осіб у віці 65 років та старших.
Цивільне працевлаштоване населення становило 816 осіб. Основні галузі зайнятості: мистецтво, розваги та відпочинок — 28,6 %, науковці, спеціалісти, менеджери — 26,5 %, будівництво — 14,0 %, освіта, охорона здоров'я та соціальна допомога — 10,5 %.